# دنيس هوانغ
دنيس هوانغ (بالإنجليزية: Dennis Hwang)‏ هو فنان ومصمم أمريكي، ولد في 1978 في نوكسفيل في الولايات المتحدة.